# 王城ホワイトナイツ
王城ホワイトナイツ（おうじょうホワイトナイツ）とは、稲垣理一郎原作・村田雄介作画の漫画『アイシールド21』に登場する架空のアメリカンフットボールチームである。

## チーム概要
東京最強の守備チーム。マスコットはホワイトナイト。同じ敷地内にある王城大学にはシルバーナイツというチームがあり、その支援体制はかなりのものがある。未だ無冠であるが都内では最強のチームであり、唯一神龍寺ナーガと互角に張り合えるチームと言われてきた。
前年神龍寺を追い詰め、最強と呼ばれた「黄金世代」が卒業により抜け、戦力が弱体化したと囁かれて来たが、秋季大会において確固たるディフェンス陣と層の厚さ、長身同士の高見と桜庭のエベレストパス、そして最強最速のLB進の強さが「凋落の王家」の評価を覆す。この大会の攻守ベストイレブンのうち、守備部門では11名中8名が王城の選手である（MVPも進が獲得）。さらに秋の大会では守備の要である進が攻撃にも参加する「巨大弓（バリスタ）」と言う作戦が完成し、攻撃は最大の防御を体現するこの作戦によって攻撃力は圧倒的に、守備力も下がるどころかむしろ僅かに向上し、「守備最強の王城」から「過去最強の王城」と再評価がなされた。
一見、弱点がないようにも見えるが、キッカーで泥門に劣っていたり、大田原と猪狩がバカすぎるなどの問題もある。

## チーム戦歴
春季東京大会二回戦で泥門デビルバッツを68-12、三回戦で三閣パンクスを7-6、決勝で西部ワイルドガンマンズを21-20で破り関東大会に出場するが、準決勝で神龍寺ナーガに41-3で大敗する。アニメでは神龍寺戦が回想のみ。
秋季大会前の評価ではAクラス。秋季東京大会で二回戦で三閣パンクスを82-0、三回戦で千石サムライズを34-0、準々決勝で狩舞パイレーツを27-0、準決勝で盤戸スパイダーズを10-3(アニメ版は14-3)で下し関東大会出場、決勝で西部ワイルドガンマンズを14-3で破り東京大会を制す。関東大会は一回戦で茶土ストロングゴーレムを106-0(アニメ版は42-0)と大差をつけて破るが、準決勝で泥門デビルバッツに40-42（アニメでは27-28）で敗退。なお、秋の大会では関東大会準決勝の泥門戦以外タッチダウンを1回も許していない。

## 選手
秋季東京大会の攻守ベストイレブンにおいて、守備部門の11名中8名が王城から選出されており、攻撃部門においてもWR桜庭とOL安護田の2名が選出されている。

### 進清十郎
（しん せいじゅうろう）声 - 郷本直也
ラインバッカー（LB）兼ランニングバック (RB) （バリスタ時）。王城高校2年。
身長175cm、体重71kg。背番号40。7月9日生まれ。血液型AB型。40ヤード走4秒62(中学1年生時)→4秒37→4秒36→4秒2。ベンチプレス140kg。
高校アメフト史上最強最速のLB。帝黒アレキサンダーズの大和猛と互角の実力をもつ国内最高の選手。物語序盤からラストまで常に最高クラスの実力を誇る。その才能もさることながら誰よりもストイックに、如何なる場所や時間でもトレーニングを欠かさず、慢心せずに進化を続ける「努力する天才」であり、求道者である。中学時代に桜庭と共に勧誘され、入部する。主人公セナ最大の好敵手であり目標とされる人物。進自身も「初めて巡り会った、自分よりも速い選手」である彼を、最大の好敵手と定めている。
決して体格がいいわけではないが、物語中盤ではセナと同等のスピード、栗田をかちあげるほどの凄まじいパワーとテクニック、頭脳、メンタル面全てに於いて常人離れしたスペックを持つ超人に成長している。その才能は阿含も認めており、わざわざ泥門戦の視察に来ていたほど。また、肉体面だけでなく非常に頭脳も明晰であり、常にベストコンディションで臨むべく、食事は定時に必要量の栄養を摂取するなど体調管理には万全を期している。このように常に己と戦っている節があるので、他の王城メンバーと比較すると焼肉屋での邂逅、王城学園祭を始め、何度も一人だけ浮いているシーンが見られる。しかし、神龍寺の阿含とは異なり、決して自己中心主義者というわけでもなく、誰よりも強い庄司軍平監督の理論信奉者であり、何事にもストイックなのはその結果として表れたものである。
物語開始当初は、東京最速と謳われてはいたもののタイムは40ヤード走4秒4であり、パワーも終盤程目立っていなかった（ただし栗田曰く、物語開始より1年前の練習試合で、泥門の助っ人選手が2人骨を折られたとの事であり、物語の開始時点でも高所から落下してきた桜庭ファンの女子を事も無げに受け止めたり、王城一の力持ちとされていた大田原を、当時の時点でベンチプレスの記録で抜かすなど、非常に強かった）。技などは比較ができないため一概に言いきることもできないが、純粋なステータス面での成長は作中の誰よりも大きい。
正に完璧と思われがちだが筋金入りの機械音痴で、作中でも渡されたビデオカメラや携帯GPS、MVPの賞品であるノートパソコンといった家電製品や自動販売機を使う前にいとも簡単に破壊。壊しても「機械がおかしい」程度にしか認識していない。これにより、自分の意思で練習を逃げたりしないにも拘らず、自動改札機を壊して飛行機に乗り遅れてしまい皆勤にならなかったと言う。
また、人物を顔ではなく筋肉で判別するため、セナがアイシールド21であることを即座に見抜いたが、逆にセナが盤戸戦でアイシールドを外して正体を公にした時や、桜庭が坊主にしたことに関しては何が変わったのか分かっていない。
相手チームの後衛を震え上がらせ、幾人もの選手を病院送りにした「スピアタックル」と呼ばれるタックルの持ち主。関東大会ではそのタックルに甲斐谷陸直伝のグース・ステップを加えることでより強力な「トライデントタックル」を編みだしその威力はセナを数メートル吹っ飛ばすほどの強力なものにまで昇華されたが、唯一大和だけは倒せなかった（前進は止めたが1ヤードほど押し返された）。
高校WC編ではセナとモン太の推薦で全日本選抜代表に選出され全日本選抜代表結成にあたってメンバーを集めている際に栗田の加入をめぐって峨王と阿含の意見が対立しケンカが始まりそうになった（既に始まっていたとも考えられるが）際には両者の間に入り止めた。その際に峨王を「恐るべき腕力」と評していた。その後レギュラーメンバーが決まった際にセナが選考に漏れた選手を想い「他にも行きたい人がいるはず」と言った際には「控の層は厚い方がいい」と賛同し、トライアウト開催を提案した。
学業成績はいいにもかかわらず天然の要素が多い。常に険しい顔つきをしていて作中で一度も笑顔を見せたことが無かったが、関東大会準決勝で泥門に敗れたとき好敵手であるセナに向かって初めて笑顔を見せた（しかし、周囲からみると口元で少々微笑んだだけである）。その後、WCでも奮闘し、セナと微笑を浮かべハイタッチを交わしたり、葉柱を気遣ったりした。
秋季東京大会ベスト・イレブン守備・ラインバッカー部門とMVPに選ばれる。
実は過去に走り方の特訓中のセナに出会ったことがあるが、この時はお互いに擦れ違っただけで両者共「速い足」という印象しか持っていなかった。進が走っていたのは、100円を落とした人に届ける為にその人の乗っている車を追いかけていた為。
高校卒業後は王城大学に進学してアメフトを続けており、世界屈指のLBとなっている。恋ケ浜高校の選手に、セナのすごさを諭している。

### 桜庭春人
（さくらば はると）声 - 宮野真守
ワイドレシーバー（WR）兼コーナーバック(CB)(泥門2戦目での両面出場時)。王城高校2年。
身長186cm、体重72kg。背番号18。3月12日生まれ。血液型A型。40ヤード走5秒0→4秒92→4秒86。ベンチプレス50kg→70kg→75kg。
進とは中学時代同じクラスで、五十音順が隣であることから知り合う。子供の頃から華々しい活躍をするスポーツ選手への憧れがあり、アメフト部から「背が高い」と言うことで勧誘され、進と共に入部する。しかし、次第に自分の力不足を自覚するとともに進という天才との差に悩むようになる。王城高校1年時にミラクル伊藤からスカウトを受け、ジャリプロ所属のアイドルとしてデビュー。急速に人気が出て毎試合ファンが駆けつけるほどになる。しかし、ファンやマスコミが自分を「王城のエース」として持ち上げることに対するプレッシャーも抱えることになってしまった。ちなみに、凄まじい音痴であるためCDを出した際は極度の修正を施している。
2年時の春大会で、フィールドに落とした芸能スポンサーのシールを拾いに行った際に、瀬那と激突して骨折、入院することになる。それでもチームとしては勝ち抜けを続けていったことで自分はチームに不要な存在ではないかという劣等感に苛まれる。入院中に同室になった少年・虎吉が選手としての自分に憧れていることを知り、彼の期待に応えるために強くなることを決意。努力を重ねて鍛えてはいくものの、骨折完治後の春大会準決勝・神龍寺戦での一休たち一流のプレイや、富士山合宿での進の努力を目の当たりにして、自分との圧倒的な実力差を痛感する。一時はアメフトを始めたことさえ後悔したが、高さを活かせる相棒・桜庭を6年間待っていたという高見の独白を聞き、自分が必要とされていることを知り涙する。それを聞いた富士山合宿中にジャリプロを辞め、アメフト一本で行くことを決意。秋大会時には髪を坊主にして髭をたくわえた姿で入場し、これまでのイメージを180度転換させた（ファンの一部やミラクルは泡を吹いていた）。後に関東四強レシーバーの一人になる。庄司曰く「王城で最も強い心」の持ち主。なお、関東大会では髭も無くなり（東京大会初戦から、準決勝を見てみると髭が薄くなっているのが分かる）、髪が伸びている。その後、ミラクル伊藤にアメフト選手としての活動を認められ、改めて事務所に復帰した。
本来持つ長身、長い手足からくる広い間合いに加え、驚異的な跳躍力（その片鱗は春大会にも見せており、虎吉が惚れ込む要因となっている。後に進とのマンツーマン勝負で勝利を収め、進本人がその実力を認める発言をしている）を元に心身共に充実して東京大会に臨み、高見と共に練習時間終了後の特訓で高さを活かして編み出した「エベレストパス」を披露、観客と周囲の度肝を抜いた。東京大会ベストイレブンの攻撃・レシーバー部門に選出される。さらにワールドカップ決勝戦では高見が放った乾坤一擲の超高層パスを、タタンカの守備範囲を凌駕する跳躍力でタッチダウン（作中ではこれをツインタワー剛弓と呼んでいた）を奪っている。全国大会決勝終了後、セナとモン太の推薦で全日本選抜代表にWRとして選出される。
高校卒業後は王城大学に進学してアメフトを続けている。

### 大田原誠
（おおたわら まこと）声 - 乃村健次
ガード兼ディフェンシブタックル（DT）。王城高校3年。主将。
身長194cm、体重131kg。背番号60。6月15日生まれ。血液型O型。40ヤード走5秒4 ベンチプレス135kg→140kg→145kg。
手の甲と顔が異様に大きい、チーム一の巨漢。泥門の瀧と並ぶ作中最高レベルのバカであり、自他ともにバカと認めている。鼻をほじるのが癖。口癖は「ばっはっは!」という、文字通りのバカ笑い。しかしたまにまともな発言をし高見を驚かせている。
進と同等以上の天然。よく｢リベンジ」を「便所」や「弁当」と言い間違える。人を気絶させるほどに臭い屁を処構わず放出し、なぜかパンツをはき忘れる奇癖があり、一日のうち10時間以上ははいていない。練習後に必ずはき忘れて、部室に下着が溜まっている。猥褻物陳列で警察に捕まることも多かったらしく、ドイツ合宿の際もいつの間にか全裸になって地元の警官に逮捕されていた。アニメでは遭難した進を見つけたが、GPSを壊してしまい、高見達と共に二重遭難になったことがある（本人は平気な顔で笑っていた）。
泥門町相撲大会で大会七連覇の偉業を持っていたが、八連覇のかかった試合でまわしを付け忘れ敗退（アニメでは小結と接戦するが、まわしが緩んでしまい敗退）。
春大会でマッチアップした際に敗れたことと、お互いのチームのラインの要であることから栗田をライバル視している。
身体能力は高いが、ラインの肝心なパワーや体重などが栗田や峨王に劣る為、まともな押し合いでは勝てないが、夏季特訓で鍛えあげた後衛並みの走力で驚異的な突進力を誇る、ただし敏捷性というより、跳躍力が上達してる（監督曰く「機動力を高めたことで破壊力は、二倍・三倍に向上した」とのこと。そのことを教え込むのに1週間かかったらしい）。
関東大会では茶土戦で進と連携プレイを見せるなど、技術面でも向上している。高見などと比べて比較的勝利への執念が薄い印象であったが、引退を控えた3年ということもあり、関東大会準決勝においてチーム内で誰よりも焦り、敗北への恐怖からキレて栗田をも吹き飛ばすほどの暴走を見せる。その際、キッカーとしてノーコンだが凄まじいパワーを込めたキックも見せてヒル魔をも驚かしている。
秋季東京大会ベストイレブンの守備・ライン部門で選出。また、クリスマスボウル終了後、峨王の推薦で全日本選抜代表に選出される。ミリタリア戦でも奮闘し、決勝でアメリカと対戦した際にはタタンカ対策の切り札として高見を使った方がいいと指南した。
チーム内では唯一、6年間一度も休んだことがない（ただし、上述の通りドイツ合宿で全裸だった為に逮捕されており、一部の練習に参加できなかった）。
高校卒業後は王城大学に進学してアメフトを続けている。

### 高見伊知郎
（たかみ いちろう）声 - 浜田賢二
ポジションはクォーターバック（以下QB）。王城高校3年。名前の由来は、同じく交通事故で足の大怪我を負ったことのある、元大相撲関脇・高見山大五郎。
身長192cm 、体重79kg。背番号3。9月14日生まれ。血液型A型。40ヤード走5秒7（ただし練習風景の中に、5秒65と記録されているコマが存在する）。ベンチプレス85kg。
王城の司令塔。眼鏡をかけているオールバックの男。精確なパスと豊富なデータを駆使し、庄司の右腕として活躍。小学生の頃からタッチフット一筋。幼い頃の足の怪我により機動力は無いが、弛まぬ努力で入部4年目にして正QBを獲得。
長身の桜庭に期待を寄せ、桜庭に頼まれて練習終了後に2人で特訓して編み出したお互いの長所を生かした必殺パス「エベレストパス」は王城の新たな武器となる。虎吉からは「高ピョン」と呼ばれる。同級生で6年間喰らい続けていたのか、大田原の屁で気絶することは無い。また、焼き肉屋や王城高校文化祭での蛭魔の誘導尋問をものともしないなど、精神的に強靱な部分も見せる。初期のころはあまり腹黒くなかったのだがヒル魔の影響からかだんだん腹黒くなっていき、桜庭から「黒高見」と称される（それでも僅かながら蛭魔よりは正直だが）。
チームの中では桜庭と並んで常識人で、よく冷静にツッコミをするが、大田原や猪狩に関しては的外れなツッコミもしばしば。その時は桜庭がツッコミをする。ヒル魔曰く、「狡くて諦めの悪いところ」が自分と似ているらしい。上述の通り負傷により脚を悪くしたことを理由に外科医を志望している。音痴なのかカラオケは下手らしく、熱帯魚を飼っている。
全日本選抜代表最終試験（トライアウト）を受け選考から漏れるも、阿含の策略的誘いに乗り、補欠選手として登録し対ロシア戦でQBとして出場。落選メンバーでロシアを圧倒する高い統率力を見せた、また決勝の対アメリカ戦においてもワンプレー限定の切り札として出場、日本の得点に貢献した。
高校卒業後は集英医大に進学してアメフトを続けている。

### 猪狩大吾
（いかり だいご）声 - 竹本英史
ガード兼ディフェンシブタックル（DT）。王城高校1年。
身長172cm、体重73kg。背番号66。5月5日生まれ。血液型B型。40ヤード走5.0秒。ベンチプレス120kg。
今年入部の1年生。マツ毛が濃く、筋肉質な男。「プリズンチェーンの猪狩」の通り名を持ち中学時代は地元最強の不良として恐れられ、誰も近寄らなかった。かなり凶暴な上に非常にキレやすく、すぐに手が出てしまう。それが災いして、中学時代は停学に次ぐ停学を喰らう停学三昧。
しかし、それは誰よりも仲間を馬鹿にされることが許せない性格から来るものであり、ムサシ曰く十文字に似ているらしい。高見をカス呼わばりした王城大の先輩に対しても、初対面でありながらドロップキックを食らわせたりもした。一方で、高見や大田原、桜庭に対して「さん」付けで呼んでいる辺り(進には｢進先輩｣と呼んでいる)、自分が認めている相手に対しては敬意を払っている模様。特に大田原に関しては、同じラインで、初めて自分を認めてくれたこともあり、ほぼ師弟関係となっている。
黄金世代が抜けカス扱いにされていたことから、アメフト部に入部する。基本的に性格は今でも全く変わっていない為、普段は鎖で縛られており大田原が面倒を見ている（紐だと食いちぎって逃げる）。
かなり凶暴。よって周りが見えておらず我を忘れることも多く、大会中も度々暴行未遂を起こしている。そのせいでレギュラーであるにもかかわらず、秋の関東大会準決勝まで出場機会がなかった。
ようやく初出場を果たした関東大会では、縛り付けられ身動きが取れない状態であったにもかかわらず、あっさりと自力で鎖を破壊して試合に登場したことから周囲の者を驚かせた。泥門戦で十文字とマッチアップし、序盤は突破したが、その後はパワーで応戦するも悉く防がれ、最終場面で攻撃に参加するも効果なく、結局最後まで試合の要になることはなく余り役に立てなかった。パワフル語が理解でき、父親が船員。

### その他の選手

#### 攻撃
猫山圭介（ねこやまけいすけ）
声 - 竹本英史
ランニングバック（RB）。王城高校1年。
背番号32。身長159cm。体重54kg。
音を立てず、しなやかに走る「キャット・ラン」で有名。また春大会での泥門戦ではレシーバーも務めた。
安護田良則（あごた よしのり）
ガード（G）。王城高校3年。
背番号78。身長181cm。体重108kg。
元野球部のキャッチャー、腰の粘りはチーム屈指。東京大会ベストイレブンの攻撃ライン部門で選出される。
神前瞬（かんざき しゅん）
ワイドレシーバー（WR）。王城高校2年。
背番号83。身長172cm。体重60kg。
バラを手にフィールドに現れるイケメンのナルシスト。チーム内にアイドルでありポジションも被る桜庭がいるため実力・顔の良さ共にあるのだが目立たない。バラ代は部費。
頂ヒカル（いただき ヒカル）
タイトエンド（TE）。王城高校2年。
背番号16。身長171cm。体重69kg。
坊主頭、:その容姿は名前の由来にもなっている（頂＝頭が光る）。何事も器用にこなす便利屋。
岩鼻厚雄（いわばな あつお）
センター（C）。王城高校3年。
背番号62。身長187cm。体重120kg。
関西出身で、その性格で常にチームを和ませている。体重120kgはチーム内で渡辺や安護田を抜いて大田原に続くチーム2位の重さ。
眉村小一（まゆむら しょういち）
ランニングバック（以下RB）。王城高校3年。
背番号38。身長163cm。体重56kg。
小柄で眉毛が太い。俊足だが1年の猫山にいいところを持っていかれ、出番が少ない。素の能力でも猫山に劣ってる部分が目立つ。
鏡堂玲司（かがみどう れいじ）
タックル（T）。王城高校3年。
背番号52。身長184cm。体重77kg。
長身で眼鏡キャラ、長い手足を活かし、広範囲にパスプロテクションする。
鈴木英治（すずき えいじ）
タックル（T）。王城高校1年。
背番号57。身長169cm。体重63kg。
細身だが、素早く打ち込むバンプであたりにいく。
背番号85
ワイドレシーバー（WR）。王城高校1年。
春季東京大会で泥門と対戦した際に負傷退場の桜庭に代わって出場。期待に応えタッチダウンを決めて見せた。

#### 守備
艶島林太郎（つやしま りんたろう）
コーナーバック（CB）。王城高校3年。
背番号22。身長178cm。体重74kg。ベンチプレス75kg
「スナイパー」の異名を取るプロ的な性格。東京大会ベストイレブンの守備・CB部門で選出される。不良殺法ともとれる技を戸叶に披露して見せた。原作では関東大会泥門戦でキッカーもしている（しかし、栗田に防がれた）。
上村直樹（うえむら なおき）
ディフェンシブライン（DL）。王城高校3年。
背番号92。身長177cm。体重70kg。
ライフセーバーのバイトをしており、水町が得意としているテクニックのスイムを使用する。東京大会ベストイレブンの守備ライン部門で選出される。日本代表追加メンバー。
中脇爽太（なかわき そうた）
セイフティー（S）。王城高校3年。
背番号33。身長166cm。体重73kg。ベンチプレス90kg
己に厳しい人物で、過去にアメリカで武者修行をしていた経験あり。東京大会ベストイレブンの守備・S部門で選出される。日本代表追加メンバー。
井口広之（いぐち ひろゆき）
コーナーバック（CB）。王城高校2年。
背番号25。身長168cm。体重60kg。
王城でも有数の金持ち家庭で育っている。その為か、練習の命令の半分は聞かないらしい。東京大会ベストイレブンの守備・CB部門で選出される。スピードとテクニックに長けバック走がうまい。モン太からインターセプトしようとしたが純粋なキャッチ力や悪天候時の確保力の差などモン太とは相性が悪すぎたためボールを奪えなかった。
釣目忠志（つりめ ただし）
セイフティー（S）。王城高校2年。
背番号15。身長170cm。体重65kg。
神経質な性格でフィールド上のゴミを一試合40個は拾う。東京大会ベストイレブンの守備・S部門で選出される。春大会の泥門戦ではレシーバもしている。
渡辺頼弘（わたなべ よりひろ）
ディフェンシブライン（DL）。王城高校1年。
背番号70。身長183cm。体重110kg。
眼光だけで敵を威圧しているが、実は近視でよく見えないだけ。東京大会ベストイレブンの守備ライン部門で選出される。日本代表追加メンバー。
具志堅隆也（ぐしけん たかや）
ラインバッカー（LB）。王城高校3年。
背番号51。身長180cm。体重91kg。
長年の経験で敵を倒す。漫画版では焼肉屋編で体型が見られた。よく見ると体が角張っている。
薬丸恭平（やくまる きょうへい）
ラインバッカー（LB）。王城高校2年。
背番号35。身長171cm。体重65kg。
同じ学年で同じポジションに進がいるため非常に出番が少なくなっている。
背番号93
ラインバッカー（LB）。王城高校2年。
進がいるため基本的には控え。春季大会の泥門戦で栗田に潰された。名前は明らかになっていないが、王城の練習に耐えた45人の精鋭には含まれると思われる。栗田に潰された瞬間、「あ、しんだ」と思ったらしい。その後、進と交代した時は命の大切さをかみしめ、生きとし生けるもの全てが愛おしかったらしい。

## 選手以外の人物

### 庄司軍平
（しょうじ ぐんぺい）声 - 小村哲生
監督。
愛称「ショーグン」。こちらの得点が1点でも相手を0点に抑えれば勝つという主義で、守備を重視している。どぶろくとは、千石大学の選手時代「二本刀」と呼ばれ名を馳せた。現役時代はQB。低身長が災いして後一歩のところで優勝を逃した経験があり、それゆえに高身長の高見と桜庭に期待し、進や大田原、猪狩達を加えた現在のメンバーこそが最強だと信じている。
ただ厳しいだけでなく、試合の後に選手達に焼肉を食べに連れて行ったり、合宿で帰りの遅い選手達を一人で待とうとしたり、彼らの成長を何より願っている人である。当時中一だった進が40ヤード走で王城最速の4秒62を出しても手を挙げるほどの厳しさだが、自身の現役時代の苦い経験を教え子達にはさせたくないという愛情ゆえのものであった。しかしドイツ合宿の際に部員の20名が集団脱走してしまった為、自分の指導が厳しすぎたことを悟った。ゆえに30年前、溝六が再起不能の怪我をしたこと、惜しくも散ったクリスマスボウルの夢など、自分が同じ過ちを犯してしまったのか自責の念に駆られた。しかし、その30年を「間違い」ではないことを力で証明して見せると進は決意をした。
東京大会においてチアガール達のコスプレに冷静なツッコミをし、大田原のメイド姿には「まるで萌えん」とコメントするなど、渋いイメージとはとても結びつかない一面も持っている。ヒル魔がチームメイトを信頼していることを知っていたりと、相手のことをよく観ている。若い頃は意外とモテたらしい。娘が二人いる。担当教科は体育。授業内容はアメフト部同様、かなり厳しい。

### 若菜小春
（わかな こはる）声 - 鮭延未可
マネージャー。王城高校1年。
身長153cm。体重43kg（アニメ版では、富士山合宿に付き合ったために痩せて、42.5kgになった）。3月1日生まれ。
八百屋の娘でポニーテール。家の手伝いをさせられるのが嫌でマネージャーをしているが、ちょこまか働き癖が抜けず働き者マネージャーとして評判になってしまい、喜んでいいのか悪いのか分からない様子。王城の裏名物ともされており、恋ヶ浜に勧誘されたり、25巻の観客アンケートでも王城の弱点の項目に「チアをやるべきだ」が8%も占めていた（泥門の項目でもまもりのチア希望が同率を占めている）。本命彼氏はいないとのこと。小説に登場する角屋敷とは元クラスメートで面識があった。鈴音からは「若にゃん」と呼ばれる。かなり可愛い。